# Letnie Grand Prix w kombinacji norweskiej 2023
Letnie Grand Prix w kombinacji norweskiej 2023 – dwudziesta szósta edycja cyklu Letniej Grand Prix w kombinacji norweskiej. Sezon składał się z 5 konkursów (4 indywidualnych i 1 mieszanego sprintu drużynowego). Rywalizacja rozpoczęła się 26 sierpnia 2023 w Oberwiesenthal, a finałowe zawody odbyły się 3 września 2023 w Villach. Zwycięzcą poprzedniej edycji był Fin Ilkka Herola.
W tym sezonie  najlepszy okazał się Niemiec Johannes Rydzek, drugie miejsce zajął Austriak Franz-Josef Rehrl, a trzecią lokatę wywalczył Niemiec Terence Weber. Podobnie jak w poprzednich sezonach zwycięzcą LGP 2023 zgodnie z regulaminem mógł zostać jedynie zawodnik, który wystartował we wszystkich zawodach.

## Kalendarz i wyniki
| Lp | Data             | Miejscowość    | Skocznia             | Konkurencja           | 1. miejsce                                        | 2. miejsce                                   | 3. miejsce                              |
| -- | ---------------- | -------------- | -------------------- | --------------------- | ------------------------------------------------- | -------------------------------------------- | --------------------------------------- |
| 1. | 26 sierpnia 2023 | Oberwiesenthal | Fichtelbergschanzen  | Gundersen HS105/10 km | Julian Schmid                                     | Johannes Rydzek                              | Franz-Josef Rehrl                       |
| 2. | 27 sierpnia 2023 | Oberwiesenthal | Fichtelbergschanzen  | HS105/2x6 km          | Norwegia I Espen Bjørnstad · Gyda Westvold Hansen | Niemcy I Julian Schmid · Nathalie Armbruster | Niemcy II Johannes Rydzek · Jenny Nowak |
| 3. | 30 sierpnia 2023 | Oberstdorf     | Schattenbergschanze  | Gundersen HS137/10 km | Julian Schmid                                     | Eero Hirvonen                                | Franz-Josef Rehrl                       |
| 4. | 2 września 2023  | Villach        | Villacher Alpenarena | Kompakt HS98/7,5 km   | Johannes Rydzek                                   | Terence Weber                                | Johannes Lamparter                      |
| 5. | 3 września 2023  | Villach        | Villacher Alpenarena | Gundersen HS98/10 km  | Ilkka Herola                                      | Stefan Rettenegger                           | Thomas Rettenegger                      |

## Klasyfikacja generalna
| M.  | Zawodnik             | Punkty |
| --- | -------------------- | ------ |
| 1.  | Johannes Rydzek      | 330    |
| 2.  | Franz-Josef Rehrl    | 249    |
| 3.  | Terence Weber        | 200    |
| 4.  | David Mach           | 160    |
| 5.  | Wendelin Thannheimer | 144    |
| 6.  | Simon Mach           | 141    |
| 7.  | Samuel Costa         | 139    |
| 8.  | Espen Bjørnstad      | 134    |
| 9.  | Tristan Sommerfeldt  | 93     |
| 10. | Ondřej Pažout        | 77     |
| 11. | Christian Deuschl    | 75     |
| 12. | Gašper Brecl         | 74     |
| 13. | Vid Vrhovnik         | 55     |
| 14. | Richard Stenzel      | 53     |
| 15. | Jan Vytrval          | 52     |
| 16. | Domenico Mariotti    | 50     |
| 17. | Aaron Kostner        | 34     |
| 18. | Christian Frank      | 34     |
| 19. | Grant Andrews        | 15     |

## Klasyfikacja Pucharu Narodów
| M.  | Drużyna           | Punkty |
| --- | ----------------- | ------ |
| 1.  | Niemcy            | 1681,5 |
| 2.  | Austria           | 1058   |
| 3.  | Norwegia          | 460    |
| 4.  | Francja           | 460    |
| 5.  | Finlandia         | 458    |
| 6.  | Włochy            | 311    |
| 7.  | Słowenia          | 216,5  |
| 8.  | Czechy            | 182    |
| 9.  | Stany Zjednoczone | 174,5  |
| 10. | Ukraina           | 45     |
| 11. | Polska            | 26,5   |
| 12. | Estonia           | 18     |
| 13. | Kazachstan        | 9      |